# Bauerntrick
Der Bauerntrick (englisch wrap around) ist ein Begriff aus dem Eishockey, der eine spezielle Art beschreibt, ein Tor zu erzielen. In der Schweiz ist dafür Buebetrickli gebräuchlich, eine Zusammensetzung von Bub und dem mittels des schweizerdeutschen Suffixes -li diminuierten Grundwort „Trick“.
Dabei läuft der puckführende Spieler mit hohem Tempo von einer Seite hinter das gegnerische Tor und versucht mit einer schnellen Drehbewegung den Puck auf der anderen Seite des Tores unterzubringen. Diese Taktik kann sehr effektiv sein, da sich der Torhüter sehr schnell von einer zur anderen Seite bewegen muss, um die jeweilige Torseite rechtzeitig vor dem Angreifer zu schützen.
Auch beim Floorball wird diese Weise, ein Tor zu erzielen, als Bauerntrick bezeichnet.